# Murrayville (Illinois)
Pour les articles homonymes, voir Murrayville.
Murrayville est un village situé au nord du comté de Morgan dans l'Illinois, aux États-Unis,. Il est incorporé le 8 juin 1914.

## Démographie
Lors du recensement de 2010, le village comptait une population de 587 habitants. Elle est estimée, en 2016, à 565 habitants.

### Source de la traduction
- (en) Cet article est partiellement ou en totalité issu de l’article de Wikipédia en anglais intitulé « Murrayville, Illinois » (voir la liste des auteurs).